# Plaza de toros de Antequera
La plaza de toros de Antequera fue construida en 1847 bajo la dirección de Manuel García del Álamo e inaugurada el 20 de agosto de 1848. Se encuentra situada en una de las entradas de la ciudad; junto a los jardines del Mapa, la puerta de Estepa y la plaza de Castilla. Celebra sus ferias taurinas en primavera y en agosto (contando en esta última con la tradicional corrida de toros "Goyesca").

## Historia
En 1846 se constituyó, en la localidad de Antequera, la Sociedad Constructora de la Plaza de Toros de Antequera. Ese mismo año, la sociedad en cuestión adquirió un solar con la intención de construir el coso, hecho que se materializó el 20 de agosto de 1848; fecha en que se inauguró con un cartel formado por José Redondo, "El Chiclanero" y Juan Pastor, "El Barbero" con toros de Picavea.
En 1980 el Ayuntamiento de la localidad pasó a adquirir el coso y proyectó una transformación interior y exterior que configura el aspecto actual que tiene la Plaza de Toros hoy en día. 
Estas obras se iniciaron en 1984 con la construcción de una nueva puerta principal en la parte de sombra inspirada en el estilo de los alarifes antequeranos del último tercio del siglo XVIII. El resto de fachada exterior resultó de la armonización de las puertas principales con la combinación de ladrillos y paños caldeados en blanco. 
En cuanto a la parte interior de la plaza, la reconstrucción del coso supuso una reducción del diámetro del ruedo y la sustitución de las cubiertas por una arquería de columnas toscanas de piedra caliza blanca y arcos de medio punto. Encima de dicha estructura se construyó una cubierta a dos aguas de teja árabe antigua

## Características
Esta plaza de toros, con capacidad para 6150 espectadores, consta de una puerta principal de sol y otra de sombra, un restaurante y un museo taurino. 

En cuanto al interior de la misma, esta consta de corrales, patios, pasillo interior, un coso de 80 metros de diámetro exterior y 56 de redondel y una iglesia (a diferencia de la mayor parte de plazas de toros, donde hay una capilla pequeña). 

Está considerada una plaza de 3ª categoría y se han grabado varios anuncios publicitarios en ella; entre los que destaca el videoclip de Madonna de la canción Take a Bow.